# Aeschynanthus flammeus
Aeschynanthus flammeus är en tvåhjärtbladig växtart som beskrevs av Rudolf Schlechter. Aeschynanthus flammeus ingår i släktet Aeschynanthus och familjen Gesneriaceae. Inga underarter finns listade i Catalogue of Life.